# 냉전기의 전차
전차 개발은 제2차 세계 대전 이후 상당히 발전했고 냉전 (1947~1991) 기간 동안 핵심적인 역할을 했다. 이 시기에는 동구권 (1955년 바르샤바 조약 기구로 조직됨)과 북대서양 조약 기구 (북대서양 조약 기구) (1949년 이후) 국가들이 서로 대립했다.
제2차 세계 대전 이후, 전차 설계 예산은 삭감되었고 공학 인력은 종종 흩어졌다. 많은 전쟁 기획자들은 핵무기의 출현으로 전차가 구식화되었다고 믿었는데, 전술 핵무기가 장갑 여부와 관계없이 모든 여단이나 연대를 파괴할 수 있기 때문이었다.
그럼에도 불구하고 전차는 엄청난 수량으로 계속 생산될 뿐만 아니라 기술도 극적으로 발전했다. 전차는 더 커졌고 장갑의 발전으로 훨씬 더 효과적이게 되었다. 포 기술 측면도 포탄 설계와 최종 효과의 발전으로 크게 변화했다.
소련이 바르샤바 조약 기구를 지배하면서 몇 가지 전차 설계에 대한 효과적인 표준화가 이루어졌다. 반대로 주요 북대서양 조약 기구 국가들인 미국, 영국, 프랑스, 서독은 모두 자체 전차 설계를 개발했다. 이들은 공통점이 거의 없었고, 더 작은 북대서양 조약 기구 국가들은 이러한 설계 중 하나 이상을 구매하거나 개조했다.
6.25 전쟁은 강대국들이 핵무기 사용을 주저하는 상황에서 전차가 여전히 전장에서 유용하다는 것을 증명했다. 1950년대에는 많은 국가의 전차가 NBC (핵, 생물학, 화학) 방호 장치를 갖추게 되어 기계화 부대가 세 가지 유형의 무기 모두에 대해 방어하거나 전장 핵 공격을 활용하여 돌파할 수 있게 되었다.
그 이후 수십 년 동안 전차 설계는 계속해서 개선되었지만 근본적인 변화는 없었다. 이러한 개선 사항 중에는 더 커진 포, 그에 상응하는 개선된 장갑 시스템, 그리고 조준 및 거리 측정 (사격 통제), 포 안정화, 통신 및 승무원 편의성에 대한 개선이 포함되었다.

## 주력전차로의 전환
제2차 세계 대전 중과 그 이후에 미국의 M26 퍼싱과 소련의 T-44와 같은 일부 중형전차 설계는 주력전차 개념이 발전하기 전에 대량 생산되었다. 이들은 강력한 포, 적당한 장갑, 그리고 괜찮은 기동성을 갖춘 초기 주력전차와 매우 유사했다. 이들의 후계인 M46 패튼과 T-54/T-55는 주력전차 교리가 완전히 받아들여지기 전에 뒤따랐다.

## 주력전차의 개발

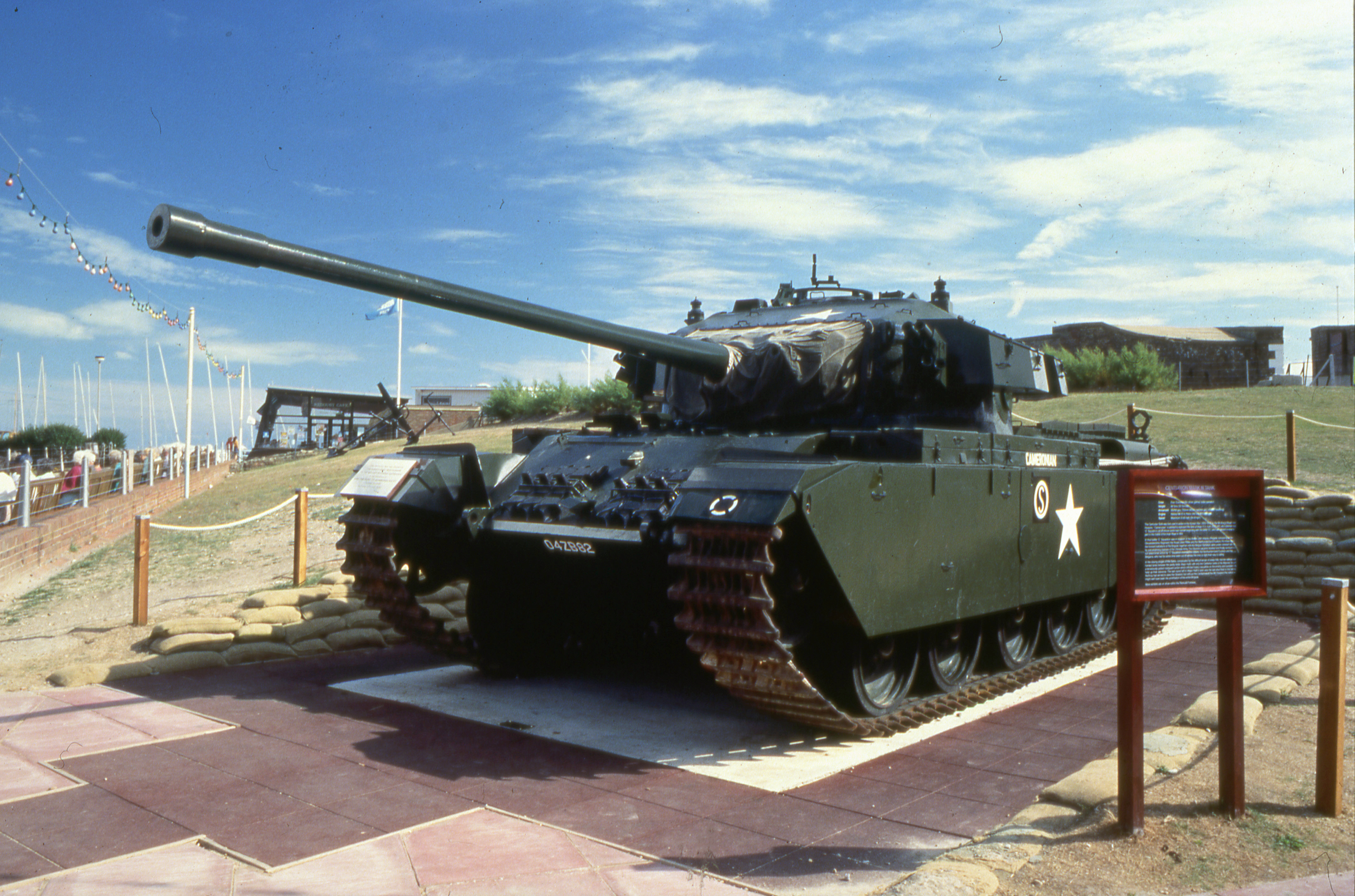
영국 센추리온 Mk 3, 이스트번 요새에 있는 1세대 주력전차

중형전차는 점차 주력전차라는 새로운 개념으로 발전했다. 이러한 전환은 1950년대에 점진적으로 일어났는데, 중형전차가 장거리에서 모든 실질적인 수준의 장갑을 관통할 수 있는 포(예: 미국 90mm 포, 소련 100mm D-10 tank gun, 특히 영국 L7 105mm 포)를 탑재할 수 있다는 것이 인식되었기 때문이다. 가장 강력한 포와 가장 무거운 장갑으로 무장한 제2차 세계 대전의 중전차 개념은 새로운 중형전차에게 다른 차량만큼이나 취약해졌기 때문에 구식화되었다. 마찬가지로, 제2차 세계 대전은 경무장, 경장갑 전차가 대부분의 역할에서 거의 가치가 없음을 보여주었다. 심지어 정찰 차량조차 제2차 세계 대전 동안 더 무거운 중량과 더 큰 화력으로 나아가는 경향을 보였다. 속도는 장갑과 화력을 대체할 수 없었다.

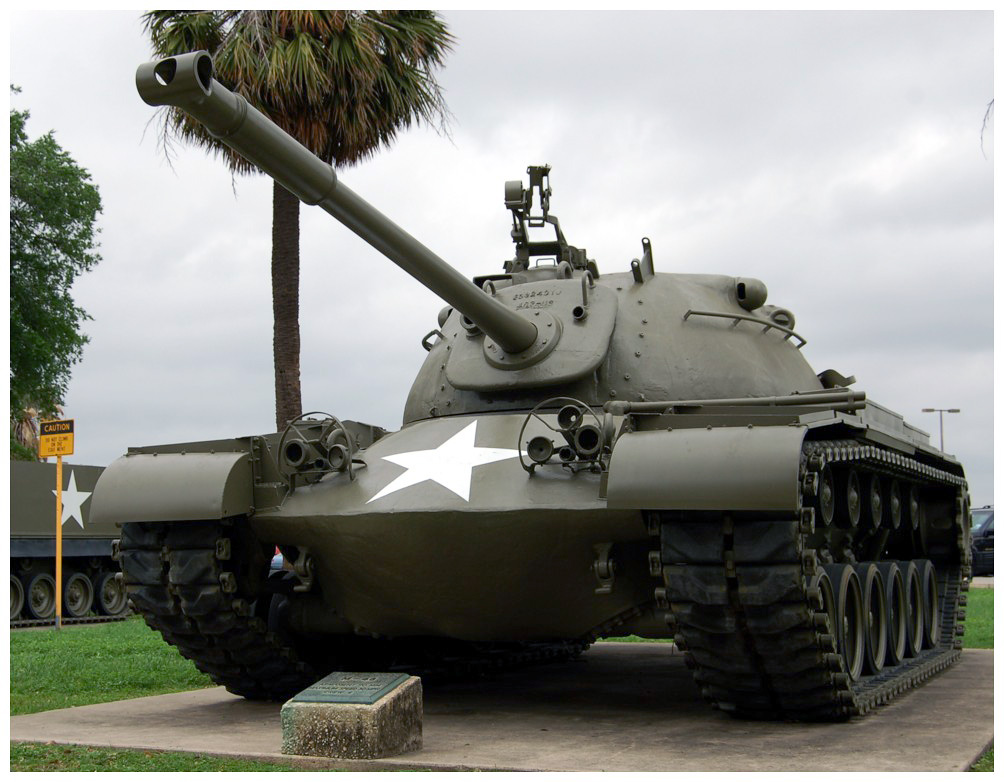
미국 M48 패튼

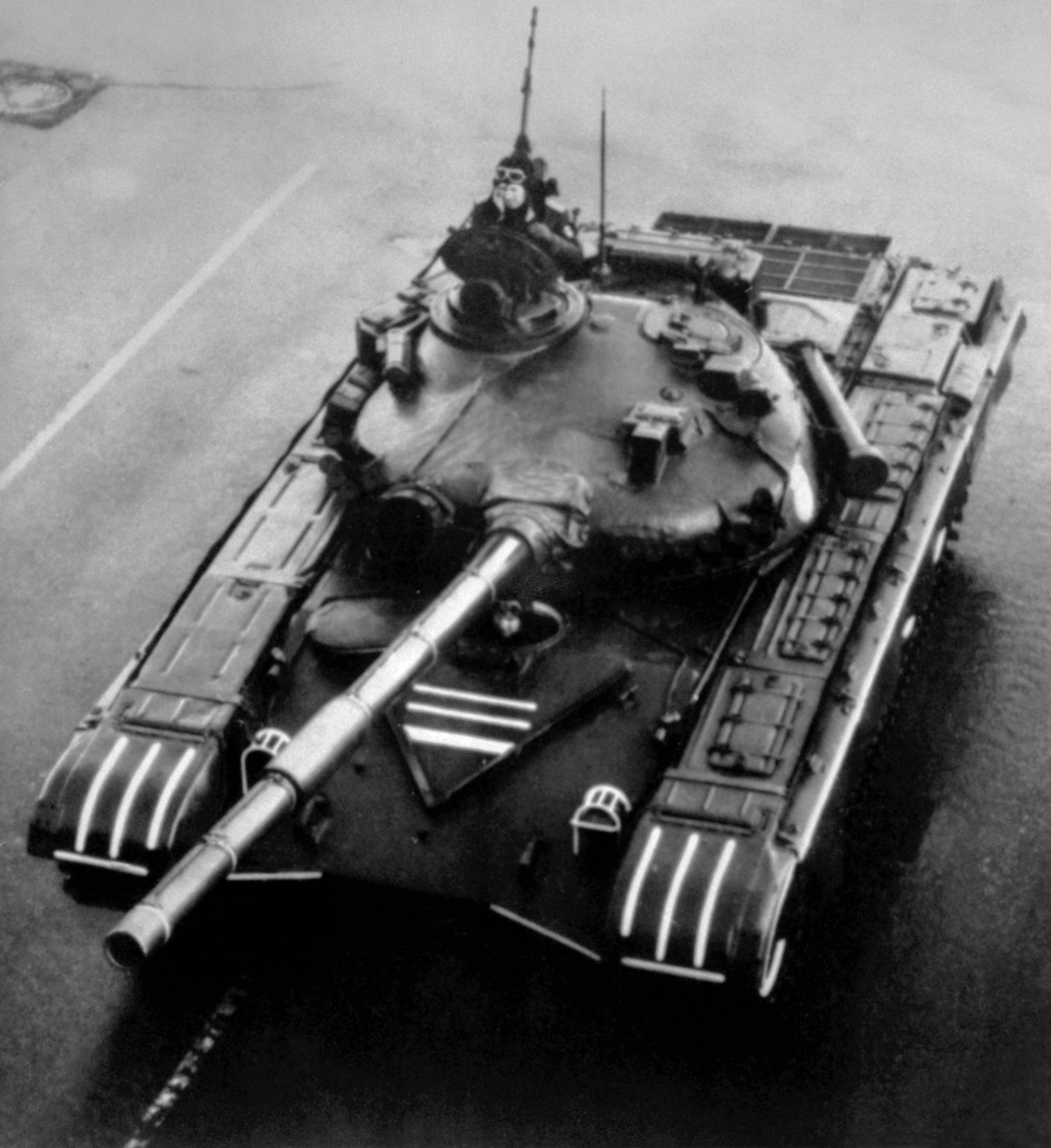
두꺼운 "돌리 파튼" 복합장갑을 포탑 전면에 두른 T-72A

점점 다양해지는 대전차 무기와 핵전쟁의 위협은 추가 장갑의 필요성을 우선시했다. 추가 장갑은 훨씬 더 강력한 포의 설계를 촉진했다. 그리하여 주력전차는 영국이 한때 '보편 전차'라고 불렀던 역할을 맡아 거의 모든 전장 역할을 수행하게 되었다. 일반적인 주력전차는 무장이 좋고 기동성이 높았지만, 대량 생산할 만큼 저렴했다. 1950년대의 대표적인 주력전차는 영국의 센추리온, 소련의 T-55 계열, 그리고 미국의 M46부터 M48 계열이었으며, 냉전 내내 지속적으로 개량되었다. 예를 들어, 센추리온은 매우 효과적인 17파운더 (76.2mm) 포로 시작했지만, 1959년까지 20파운더 (84mm) 포로 업그레이드되었고, 그 다음에는 105mm 주포로, 개선된 사격 통제 시스템과 새로운 엔진을 장착했다.
소련의 T-55는 100mm 포로 시작했지만, 115mm와 125mm 포, 크게 개선된 사격 통제 시스템, 새로운 엔진, 궤도 등으로 업그레이드되었다. M46 계열은 M60 계열로 진화했다. 최초의 소련 주력전차는 T-64였으며, 최초의 미국 MBT는 M60 전투 전차였다.
이들 차량과 그 파생형들은 냉전 내내 북대서양 조약 기구와 바르샤바 조약 기구 기갑 부대의 대부분을 형성했다. 많은 수가 21세기에도 여전히 사용되고 있다.

## 경전차

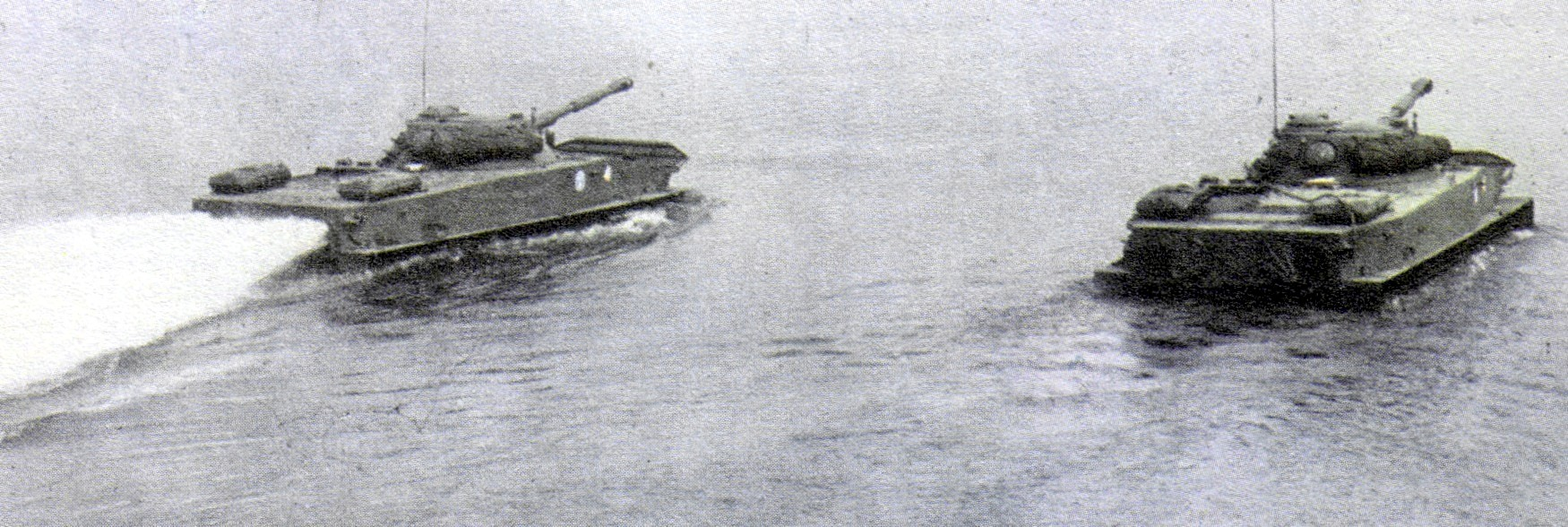
폴란드군의 수륙양용 PT-76

소련의 PT-76과 같은 경전차는 수륙 양용 정찰, 공수부대 지원, 그리고 적 전차를 마주할 것으로 예상되지 않는 신속 개입 부대와 같은 제한된 역할을 유지했다. 미국의 M551 셰리든은 비슷한 장점과 단점을 가졌지만, 낙하산이나 LAPES를 통해 공중 투하될 수도 있었다. 정찰용 경전차의 가치는 헬리콥터로 인해 크게 줄어들었지만, 많은 수가 계속해서 배치되었다. 냉전 초기에 미국은 좀 더 전통적인 M41 워커 불독을 사용했다. 냉전 중후반부터 소련의 BMP와 미국의 M2 브래들리와 같은 Infantry Fighting Vehicle은 경전차를 대체했는데, 주력전차보다 무장과 장갑이 약하지만 더 가볍고 저렴하다는 점에서 유사했다. 냉전 말기에는 남아프리카 공화국의 Rooikat과 이탈리아의 B1 센타우로와 같은 경전차와 유사한 장갑차가 설계되어 냉전 이후 시대에 사용되었다.

## 중전차

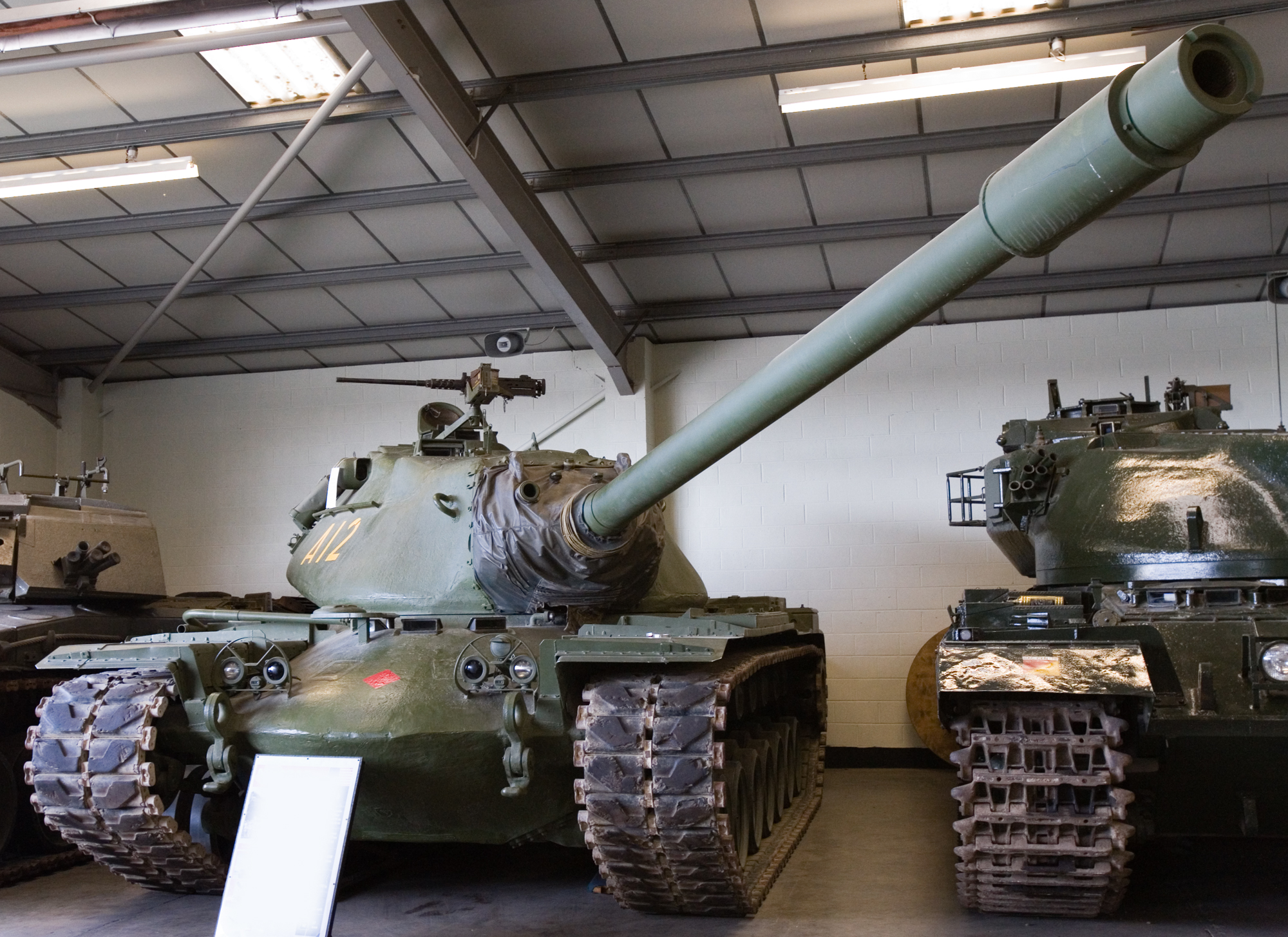
영국 보빙턴 전차 박물관에 전시된 미국 M103A2 중전차

T-10과 같은 중전차는 1960년대와 1970년대까지 중형전차와 함께 계속 개발되고 배치되었으나, 대전차 미사일과 강력한 전차포의 개발로 인해 무용지물이 되었다. 긴 유효 사거리와 높은 정확도를 지닌 대형 고폭 대전차 고폭탄 (HEAT) 탄두의 조합은 중전차가 더 이상 대치 또는 오버워치 역할을 수행할 수 없다는 것을 의미했다. 훨씬 저렴한 대전차 유도 미사일도 이 역할을 수행할 수 있었다. 중형전차는 새로운 미사일에 취약했지만, 더 많은 수로 배치될 수 있었고 전장에서 기동성이 더 높았다.

## 대전차 무기 및 대응책 개발

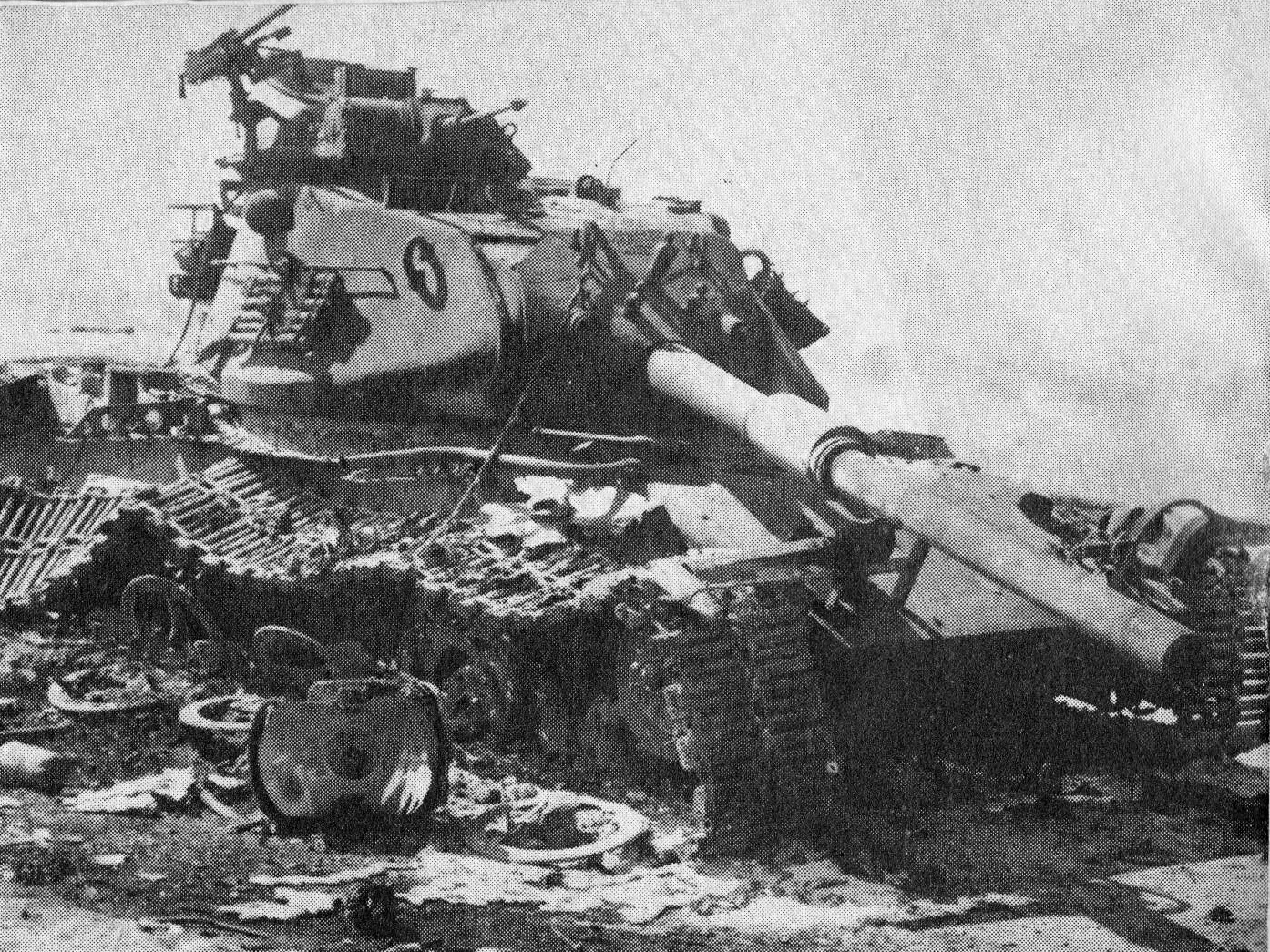
욤키푸르 전쟁에서 파괴된 이스라엘의 M60 전차

1973년 욤키푸르 전쟁 이후, 이스라엘 전차들이 이집트 보병이 발사한 휴대용 유선 유도 미사일 (ATGM)에 대량으로 파괴되면서 전장에서 대전차 무기에 대한 전차의 취약성에 대한 우려가 제기되었다. 이후 분석에 따르면 이스라엘군은 전쟁 초기 단계에서 적을 과소평가했으며, 그들의 전차 위주 전술은 값싼 AT 무기로 무장한 보병이 전차를 저지할 수 있는 새로운 능력을 무시했다. 전술적으로는 제병합동 전술의 필요성에 대한 인식이 새로워졌다. 이는 보병의 기계화와 첨단 포병 전술 및 탄두로 이어졌다. 전차만으로는 보병에 취약했지만, 전차, 기계화 보병, 기계화 포병의 합동 팀은 새로운 환경에서도 여전히 승리할 수 있었다.
1974년, 미국은 기존 전차 부대를 현대화하고 M60A1 및 이후 M60A3의 실질적인 대량 생산을 시작하는 프로그램을 시작했다. 동시에 M1이 개발되었다. 로널드 레이건 대통령 행정부 동안 미국과 소련 간의 긴장이 고조되면서 전차 설계 및 생산 예산이 증가했다.
보병 휴대용 및 차량 장착형 ATGM에 대응하여, 더욱 강력한 장갑 (차량)이 개발되었다. 공간 장갑, 복합장갑, 폭발 반응 장갑, 그리고 러시아의 Shtora, Drozd, 아레나와 같은 능동방호체계가 구형 및 신형 전차에 추가되었다. 이러한 개선에도 불구하고 더 큰 미사일은 전차에 대해 여전히 매우 효과적이었다.

## 미사일 장착 전차

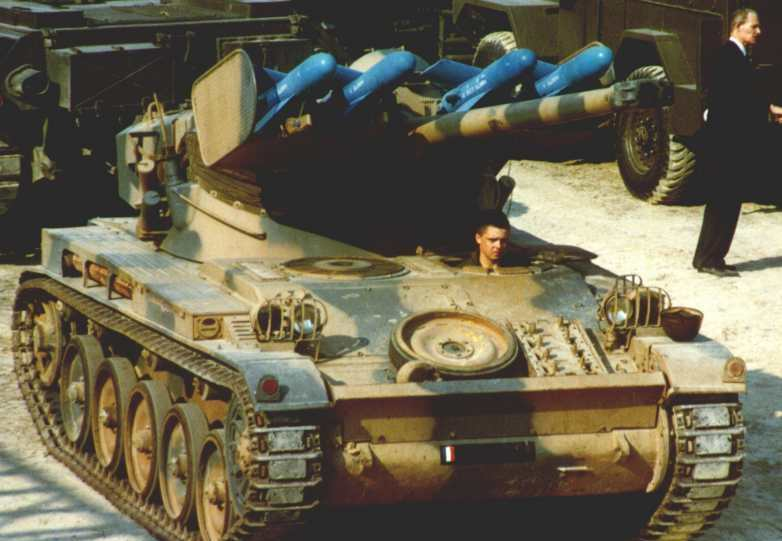
프랑스 AMX-13의 SS.11 대전차 미사일 발사기 버전.

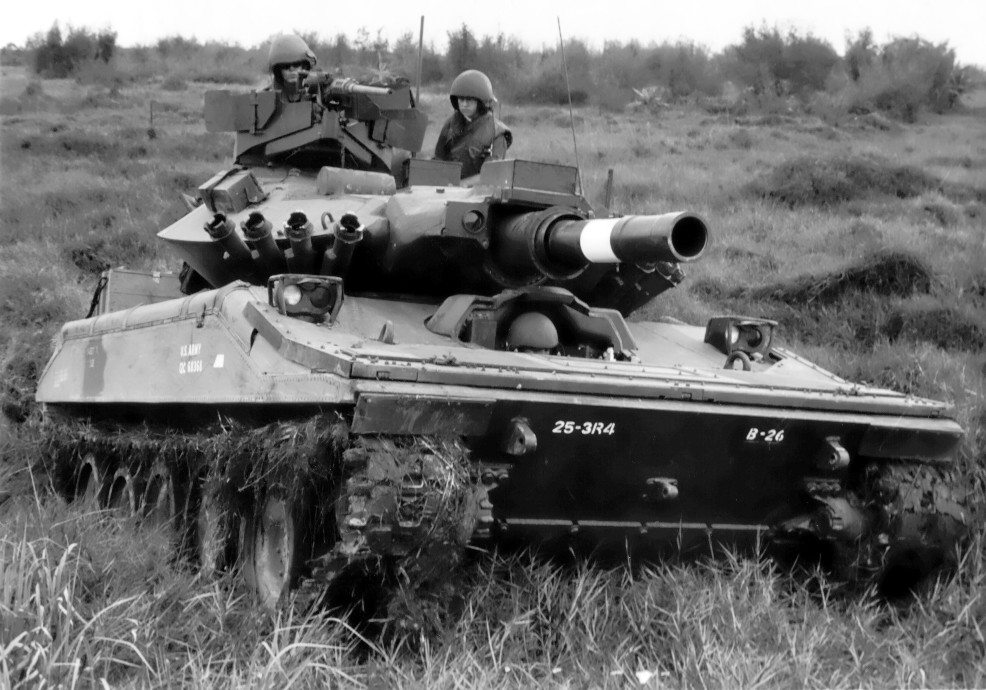
미국 M551 셰리든은 152mm 포/미사일 발사기를 갖춘 수륙 양용 공수 경전차였다.

20세기 후반 동안 일부 전차는 활강총포나 (실레이레그의 경우) 미사일에 '스핀'이 가해지는 것을 방지하는 장치가 있는 강선 주포를 통해 발사할 수 있는 ATGM (대전차 유도 미사일)으로 무장했다. 미국에서는 152mm 포신/발사기를 사용하는 M60A2, M551 셰리든, 그리고 프로토타입 MBT-70이 실레이레그 적외선 유도 미사일을 사용했다.
제2차 세계 대전 동안 M4 셔먼 같은 일부 전차 설계는 주포 외에 포탑에 무유도 로켓을 장착하도록 개조되었다. 이 개념은 냉전 시대에도 ATGM으로 제한적으로 이어졌다. 예를 들어 프랑스의 AMX-13과 스웨덴의 Strv 81 (영국 센추리온의 스웨덴 버전)은 각각 포탑 상단과 측면에 SS.11 미사일을 장착하도록 개조되었다.
MBT-70은 높은 비용으로 인해 생산 전에 취소되었고, 재래식 포를 사용하는 M1 에이브럼스로 대체되었다. M551과 M60A2는 전체적인 복잡성, 민감한 고급 전자 시스템(일부 구성 요소는 실레이레그 유도 시스템과 관련됨) 및 가연성 탄피를 사용하는 재래식 탄의 문제로 인해 널리 실망스러운 것으로 평가되었지만, 셰리든은 1990년대까지 사용된 후 최종적으로 퇴역했다. M60A2는 결국 재래식 105mm 포를 사용하는 M60A3로 재건되었다.
소련은 1970년대 중반에 포 발사 미사일을 운용하기 시작했으며, 이는 독립국가연합 군대에서 계속 사용되고 있다. 러시아군에서 포 발사 미사일을 발사할 수 있는 전차로는 T-72, T-80, T-90, 그리고 개량된 T-55 (T-55AM2)가 있다. 우크라이나 또한 미사일 무장 T-64, T-80, 그리고 T-84 전차를 운용하고 있다.

## 냉전 시대의 역사

### 6.25 전쟁

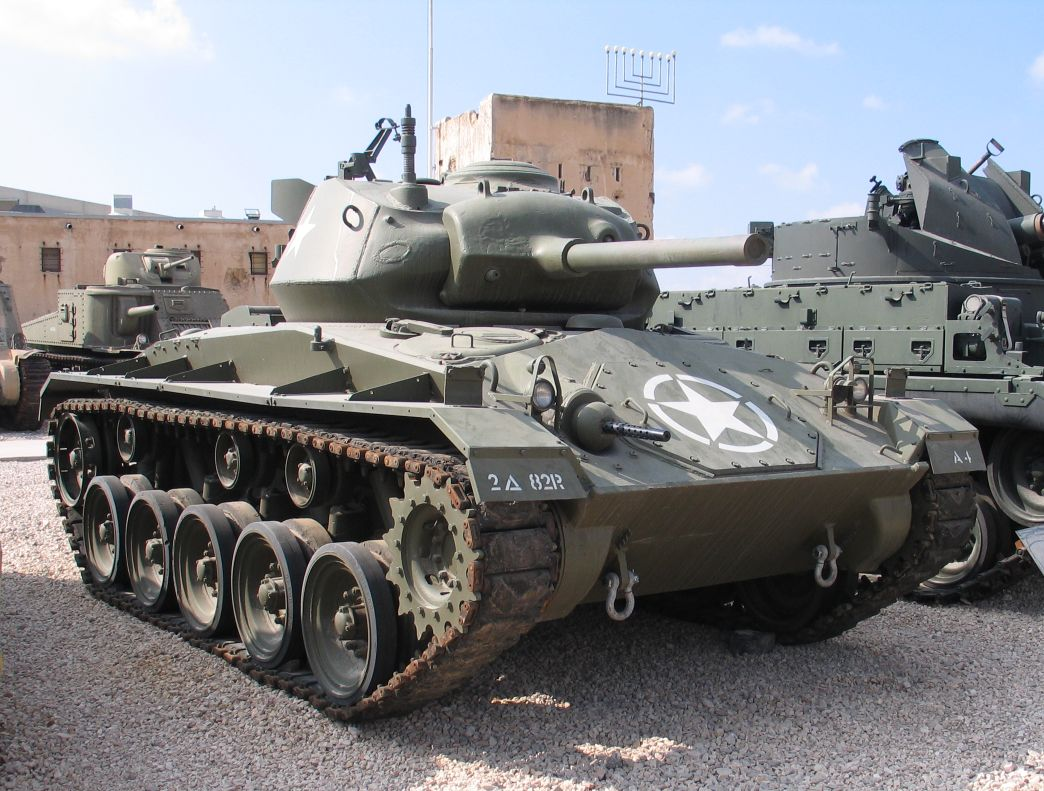
M24 채피 경전차

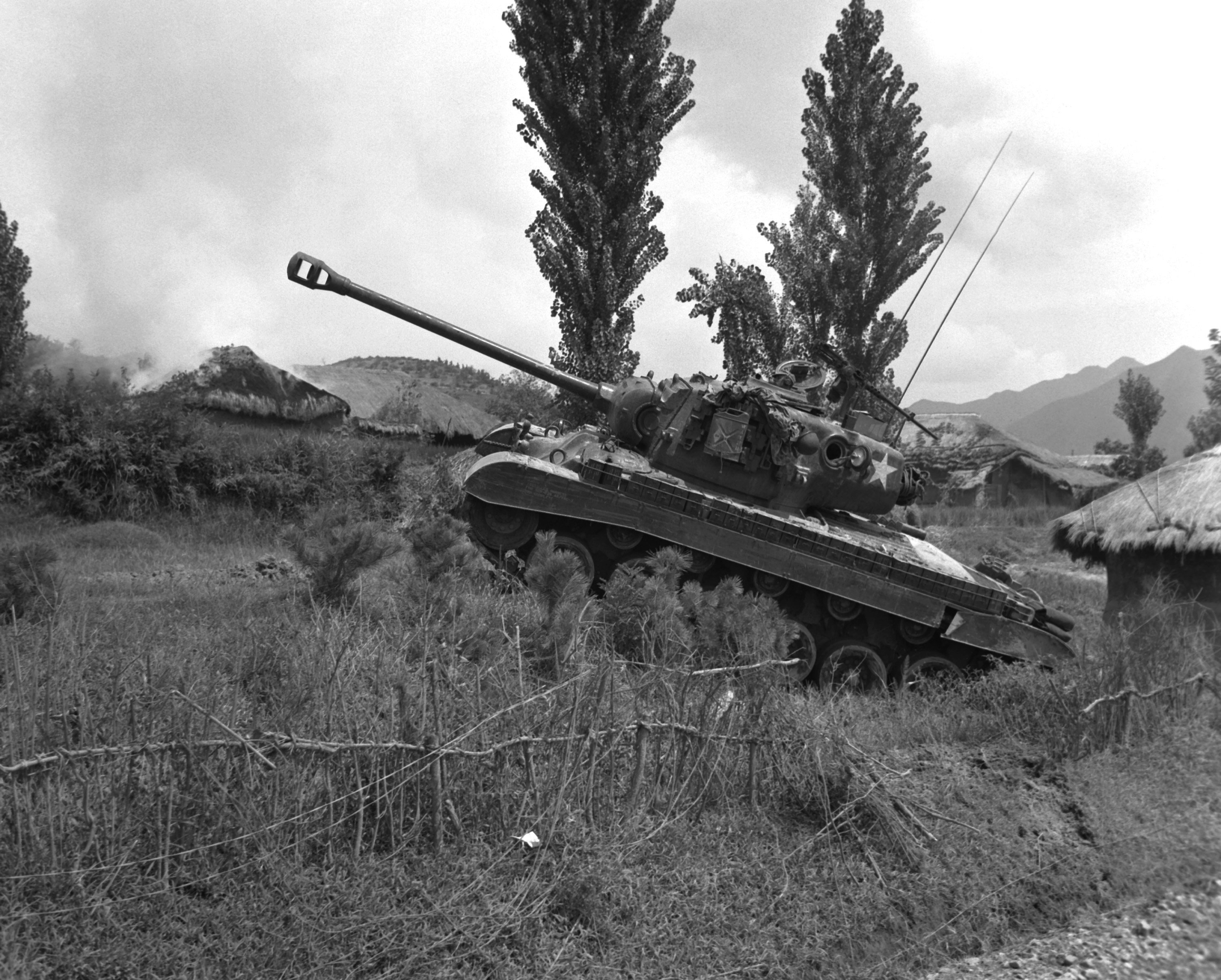
한국의 해병대 M26 퍼싱

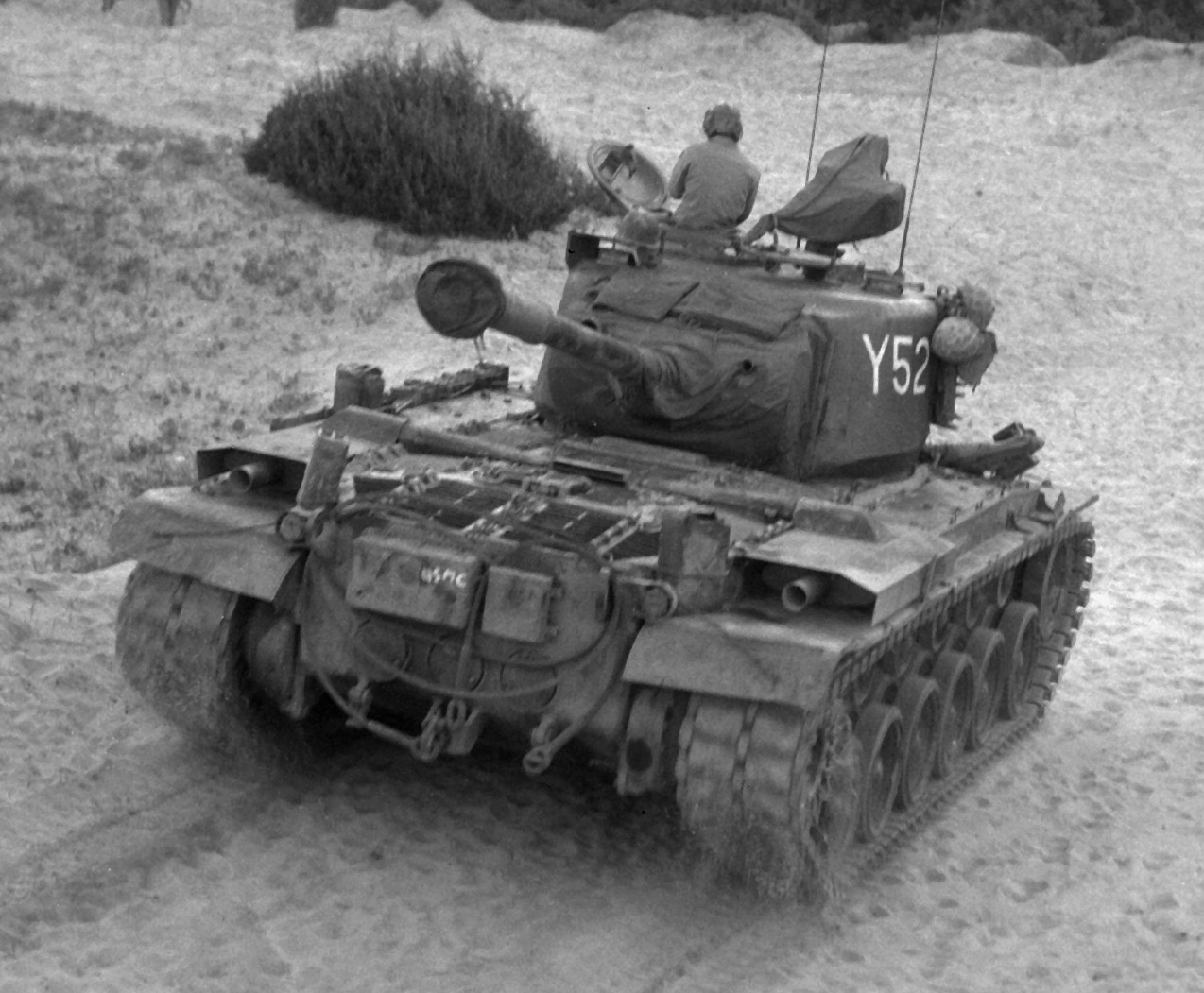
1952년 7월 한국의 미 해병대 M46 패튼. 다른 후방 장갑판과 펜더 장착형 이중 배기관에 주목하라.

6.25 전쟁에서 M24 채피는 조선민주주의인민공화국의 T-34-85와 싸운 최초의 미군 전차였다. 채피는 훨씬 더 잘 무장하고 장갑을 갖춘 이 중형전차들에게 제대로 대처하지 못했다. 채피는 전쟁 후반에 M4 셔먼, M26 퍼싱, M46 패튼과 같은 더 무거운 전차들의 지원을 받으며 정찰 역할에서 더 큰 성공을 거두었다.
더 무겁지만 오래된 퍼싱은 훨씬 더 가벼운 M4 셔먼을 구동했던 동일한 엔진을 사용하여 중형전차 역할에 부적합할 정도로 기동성이 떨어져 불만족스러운 것으로 간주되었다. 1949년, 업그레이드된 M26은 새로운 동력 장치와 bore evacuator가 장착된 주포를 받았고, M46 패튼으로 명명되었다. 천 대 미만이 M46 표준으로 업그레이드되었다.

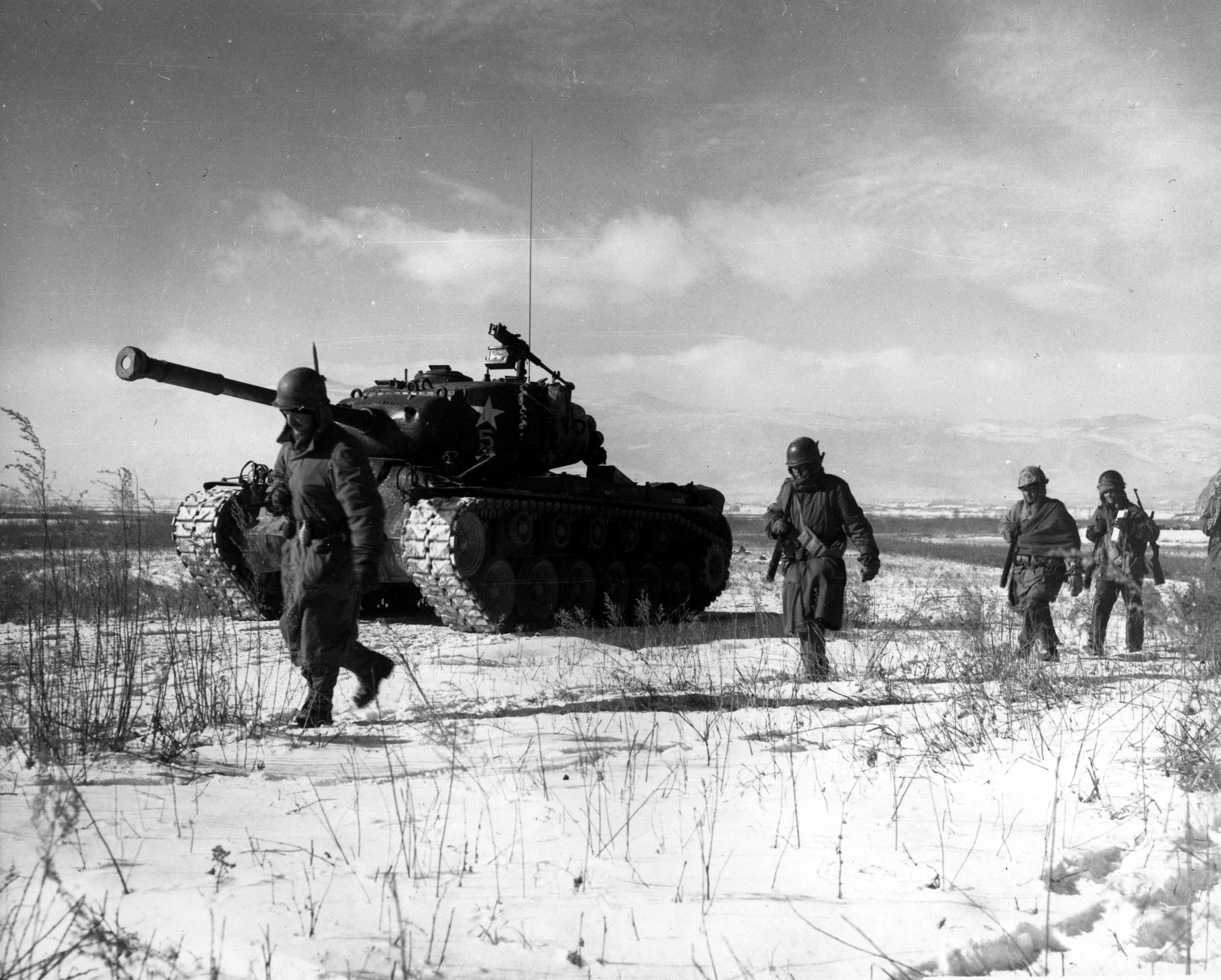
장진호 전투에서 M46 패튼의 지원을 받는 제1해병사단 해병대원들

1950년 8월 8일, 첫 번째 M46 패튼이 한국에 상륙했다. 이 전차는 훨씬 더 가벼운 북한의 T-34-85에 비해 우월함을 증명했으며, T-34-85는 비교적 적은 수로 마주쳤다. 1950년 말까지 200대의 M46 패튼이 전개되어 한국에 파견된 미군 전차 전력의 약 15%를 차지했으며, 1950년 한국으로 수송된 1,326대의 나머지 전차에는 679대의 M4A3 셔먼, 309대의 M26 퍼싱, 138대의 M24 채피 경전차가 포함되었다. 이후 M46 및 M46A1 패튼의 추가 수송으로 1951년 동안 남아 있던 모든 M26 퍼싱은 철수할 수 있었고, 대부분의 셔먼 장비 부대도 재장비되었다.
1953년까지 M24 채피는 미 육군에 의해 서둘러 전장에 투입된 M41 워커 불독으로 완전히 교체되었다. 워커 불독은 6.25 전쟁 동안 전투를 보기에는 너무 늦었다.

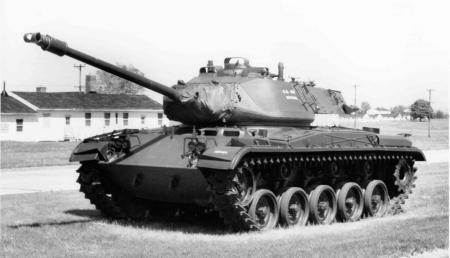
M41 워커 불독 경전차

영국군 센추리온 (전차)은 정찰 역할의 크롬웰 전차의 도움을 받아 1950년 후반에 한국에 도착했다. 영국군 전차는 그들의 통상적인 북독일 평원 배치보다 훨씬 더 추운 환경에서 작전해야 했다. 센추리온은 헨리 허스 소령이 지휘하는 8th Hussars의 C 전대 전차와 Royal Engineers의 55 전대의 지원을 받아 설마리 전투에서 후퇴를 엄호했다. 임진강의 영국군 진지는 "안전한 것으로 간주되었으나" 공격 시 취약하다는 것이 입증되었고, 전차들은 전투에서 그들의 위치를 고수할 수 있었다. 센추리온은 또한 코만도 작전에도 참여하여 고지를 점령했고 I 군단 사령관으로부터 칭찬을 받았다. 그 후 전쟁은 대체로 정적이었고 센추리온은 주로 밤에 일어나는 보병 공격에 대한 포병으로 사용되었다.

### 전간기
M47 패튼은 M46 패튼과 M4 셔먼 전차를 대체하기 위한 것이었다. 90mm 포와 5명의 승무원을 가졌다. 미군에서 주력 전차였음에도 불구하고 미군에서 복무하는 동안 전투를 겪지는 못했다. 1951년 초, 미국은 90mm 포를 장착한 T-48로 지정된 M48 패튼의 설계를 시작했다. T48은 새로운 포탑, 새로 재설계된 차체 및 개선된 서스펜션을 특징으로 했다. 차체 기관총 사수 위치가 제거되어 승무원이 4명으로 줄었다. 1953년 4월 2일, 포병 기술 위원회 회의 (OTCM)는 패튼 시리즈 전차 중 마지막을 M48 패튼으로 표준화했다.
거의 12,000대의 M48이 1952년부터 1959년까지 제작되었다. M48A2까지의 초기 설계는 12기통 가솔린 엔진에 보조 8기통 엔진이 결합되어 동력을 공급받았다. 가솔린 엔진은 전차의 작동 범위가 짧았고 피격 시 화재가 발생하기 쉬웠다. 이 버전은 신뢰할 수 없는 것으로 간주되었다.

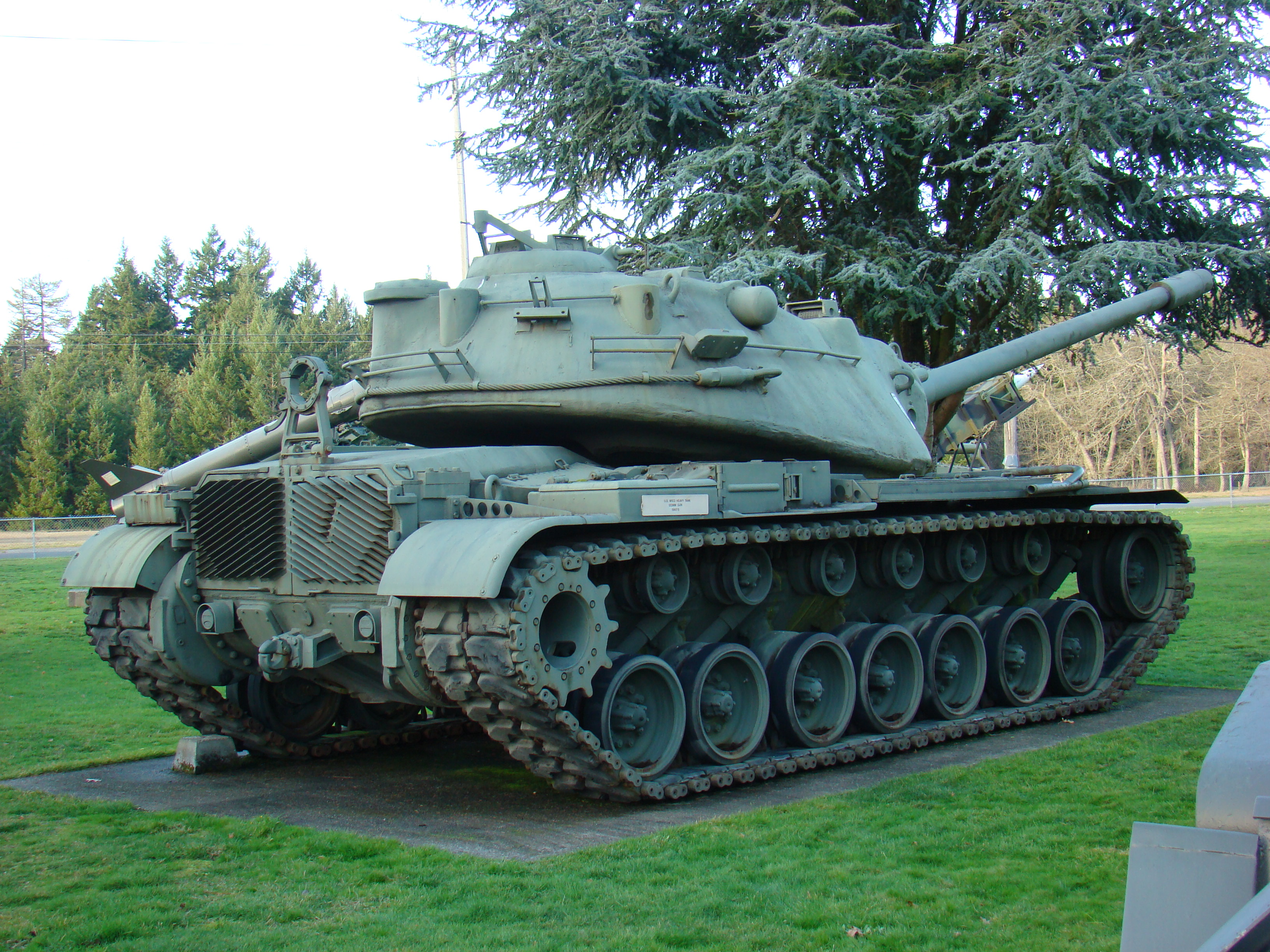
포트 루이스의 M103

M103 중전차는 디트로이트 공창에서 제조되었고 첫 부대는 1957년에 인수되었다.
M103은 소련의 중전차에 대항하기 위해 설계되었다. 장거리 120mm 포는 적 전차를 극단적인 거리에서 명중시키도록 설계되었지만, 전투에서 사용된 적은 없었다. 제작된 300대의 M103 중 대부분은 해병대에 배치되었다. 이 전차는 상대적으로 동력이 부족했으며 구동 시스템이 취약했다. M103의 포탑은 M48이나 M60보다 커서 거대한 120mm 포와 포수 및 전차장 외에 두 명의 장전수를 위한 공간을 마련했다. 운전수는 차체에 앉았다. 포는 +15도에서 -8도까지 고각을 조절할 수 있었다.
영국은 M103과 동일한 120mm 포를 장착한 중포 전차 F214 컨커러를 1955년에 도입했다. 이 전차는 1960년까지 운용되었는데, 센추리온 전차가 L7 105mm 포로 업그레이드되면서 그 목적이 사라졌다.
미 육군은 1960년에 새로운 M60 시리즈 주력전차를 수령하면서 중장갑 부대를 비활성화했지만, 남아있는 M103은 M60 시리즈 MBT를 수령하기 시작할 때까지 미국 해병대 재고에 남아 있었다. 미군에서 중전차가 사라지면서 1960년 미 육군에, 그리고 나중에 미 해병대에 주력전차가 완전히 받아들여졌다.
영국의 센추리온 후계 전차는 1966년에 치프틴이었다. 치프틴은 서독 침공 시 바르샤바 조약 기구의 더 많은 전차들에 맞서 필요할 장거리 사격과 생존성이라는 교리에 따라 중장갑과 120mm 포를 갖추고 있었다.

### 베트남 전쟁 시대

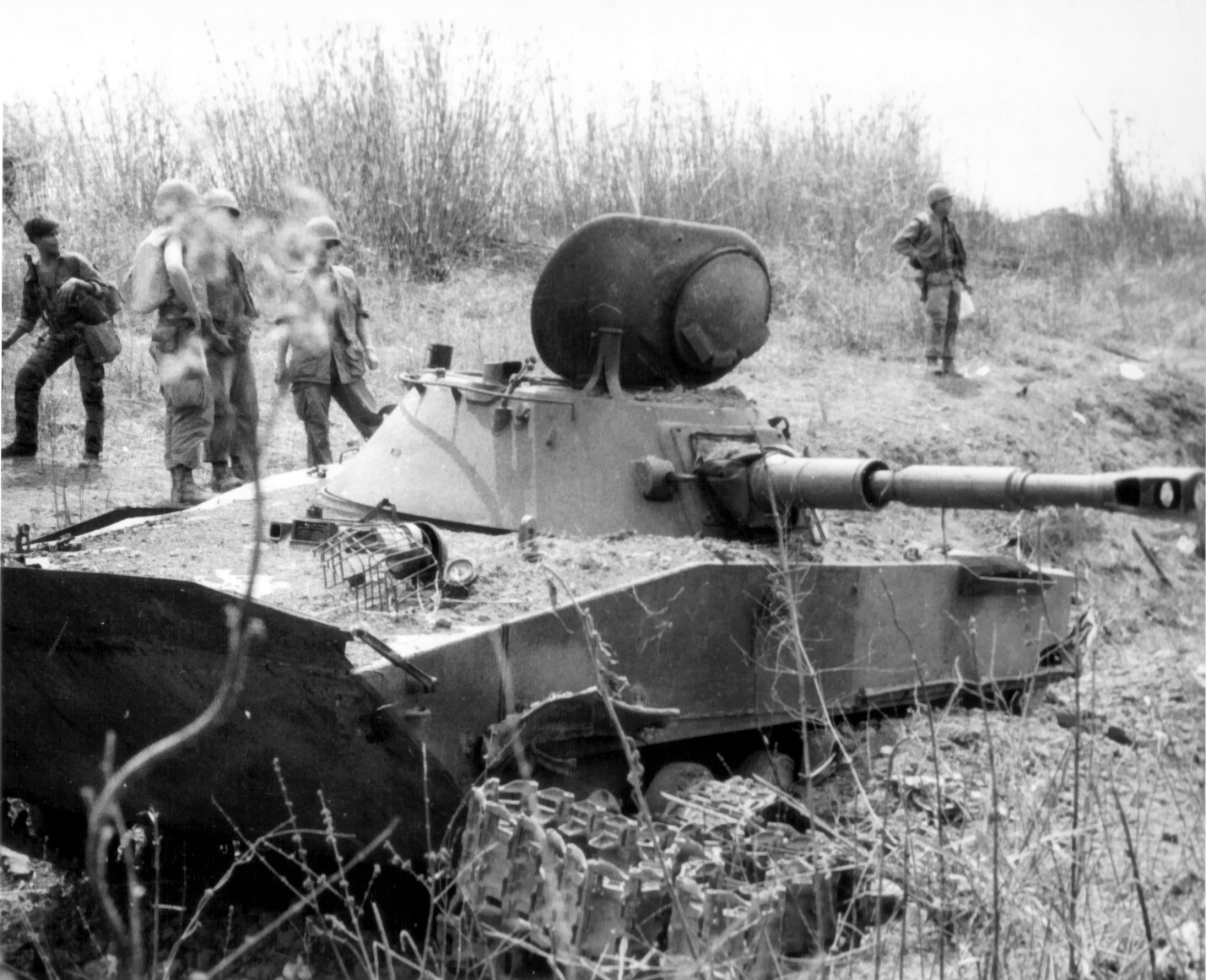
1969년 3월 3일 베트남 벤헷 전투 중 미 육군 M48 패튼, 1/69 기갑대대에 의해 파괴된 북베트남군 202 기갑연대 소속 PT-76 두 대 중 한 대.

전차는 대부분 한국에서의 격렬한 전투에 비해 베트남에서 제한적인 전투를 겪었지만, 베트남 정글에서도 M48 패튼은 전차 대 전차 대결을 벌였다.

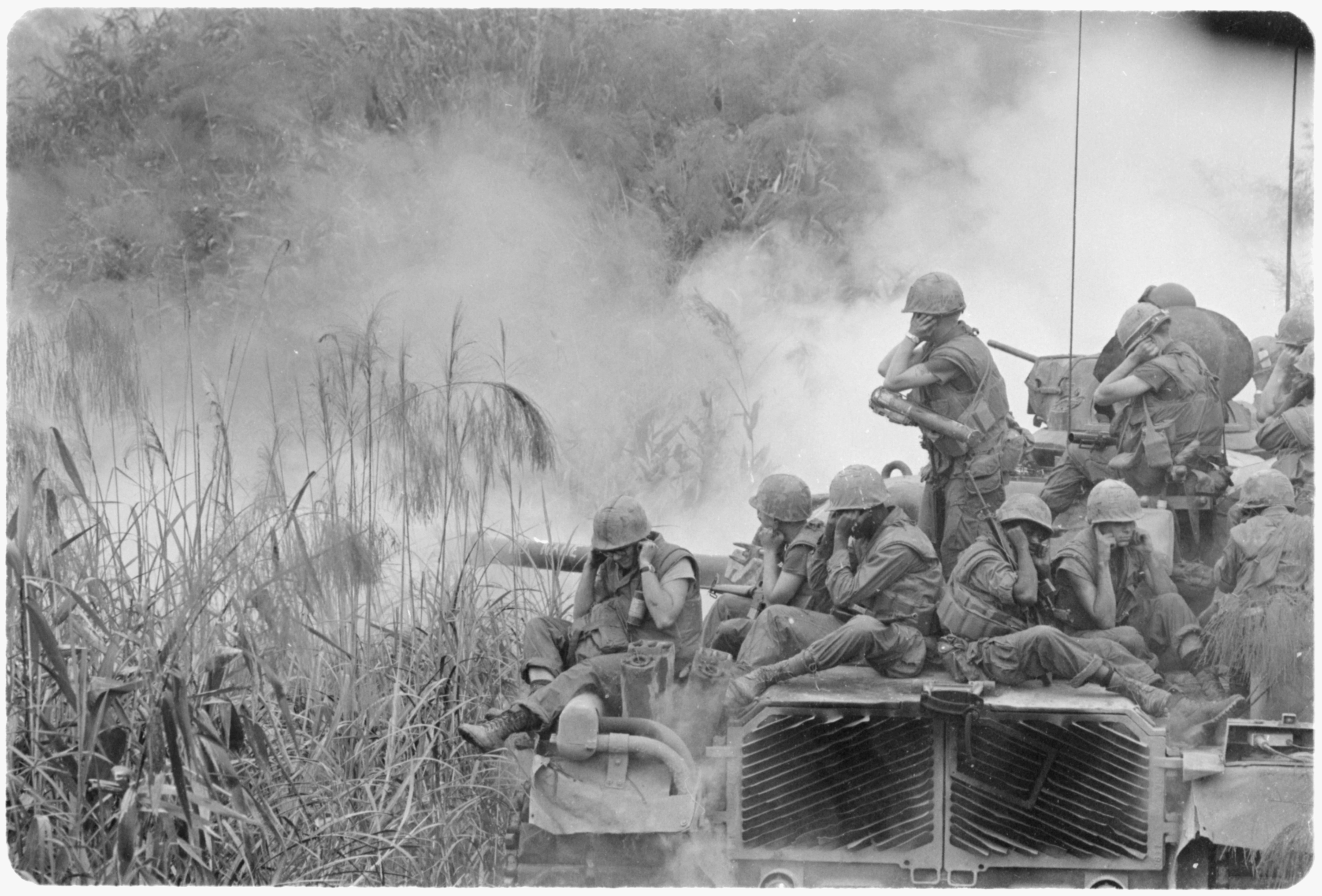
1968년 4월 베트남에서 M48 전차 위에 탄 미 해병대원들이 90mm 포가 발사될 때 귀를 막고 있다.

600대 이상의 패튼이 전쟁 중 미군에 배치될 예정이었다. 최초의 M48은 1965년에 미국 해병대와 함께 상륙했다. 미 육군 3개 대대도 남베트남에 도착했다. 각 대대는 약 57대의 전차로 구성되었다. M48은 또한 베트남의 기갑 기병 전대에서 M551 셰리든 전차로 대체될 때까지 사용되었다. M67A1 화염방사기 전차 (별명: 지포)는 베트남에서 사용된 M48 변형이었다.

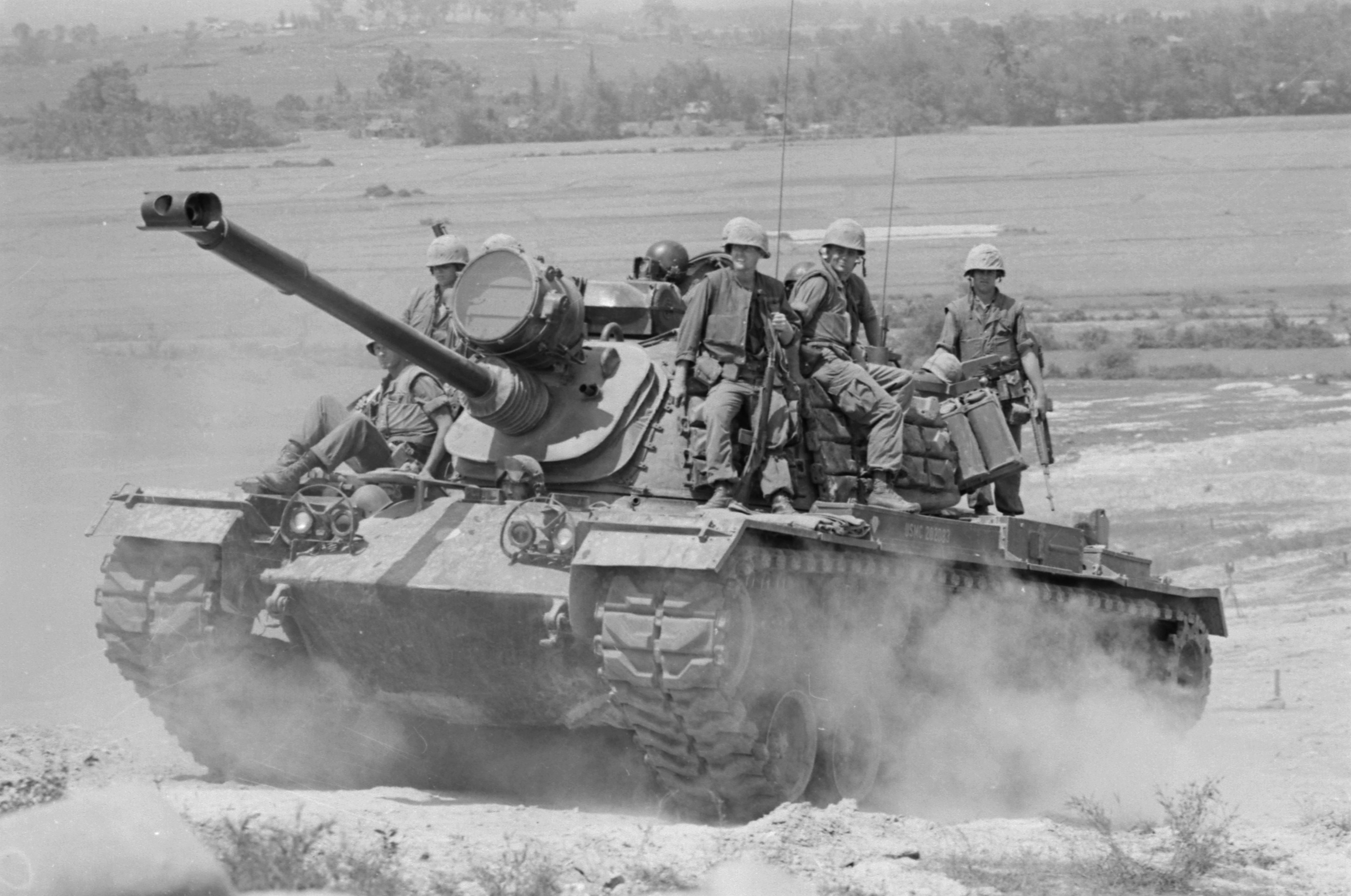
1966년 베트남에서 M48A3 전차를 탄 제3해병연대 제2대대 E중대 해병대원들.

많은 M48A3 패튼은 베트남 공화국 육군 (ARVN) 부대에 넘겨져, 특히 ARVN 제20전차연대를 창설했으며, 이는 그들의 M41 워커 불독 부대를 보완했다. 1972년 북베트남군 (NVA) 부활절 공세 동안, NVA T-54/T-55/PT-76과 ARVN M48/M41 부대 간의 전차 충돌이 흔해졌다.
M48은 베트남에서 보병 지원 역할에서 훌륭하게 수행했다. 그러나 실제 전차 대 전차 전투는 거의 없었다. M48은 승무원을 소총탄, 지뢰, 로켓추진유탄으로부터 충분히 보호해 주었다.

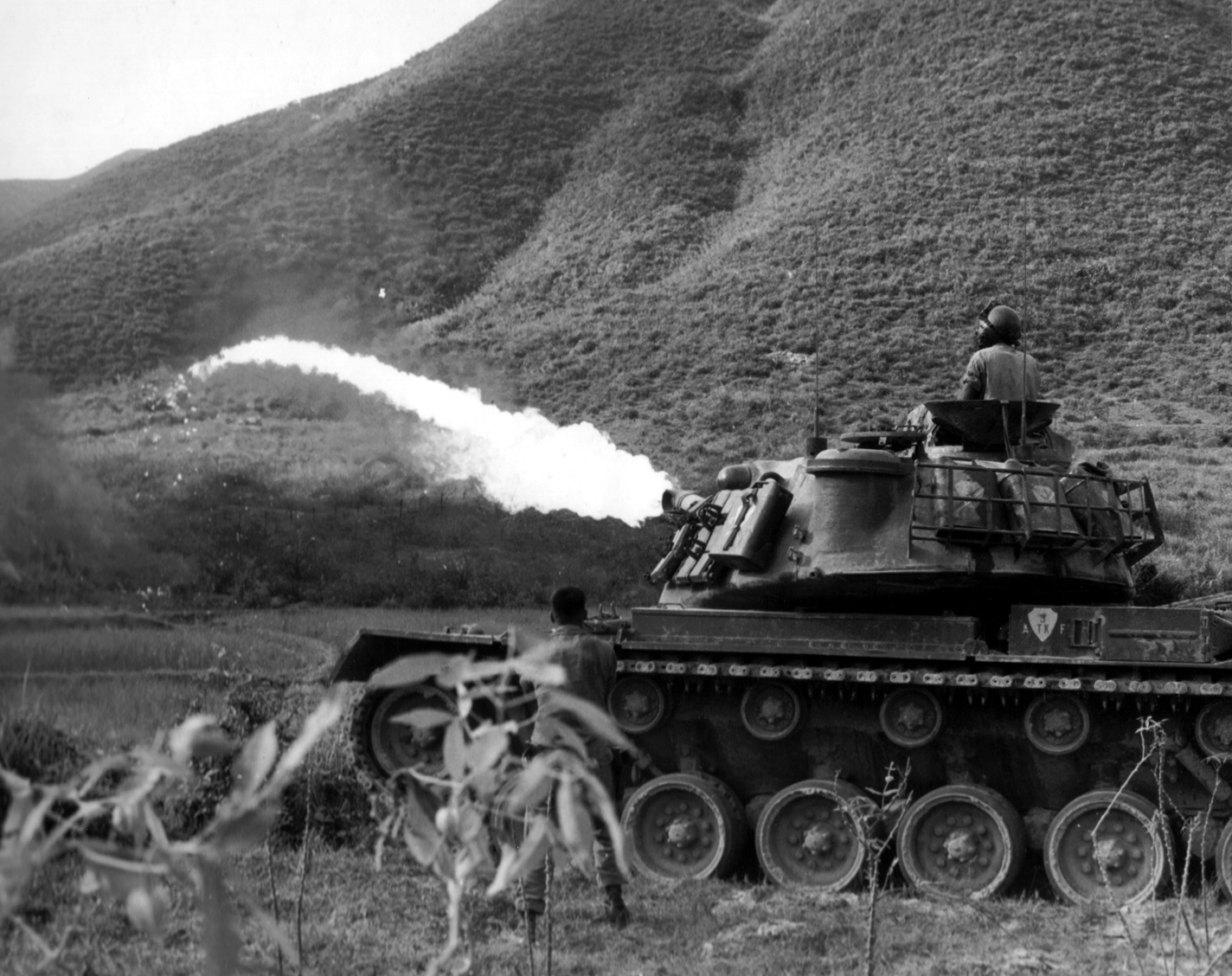
베트남 다낭 근처에서 작전 중인 미국 해병대 M67A2 "지포".

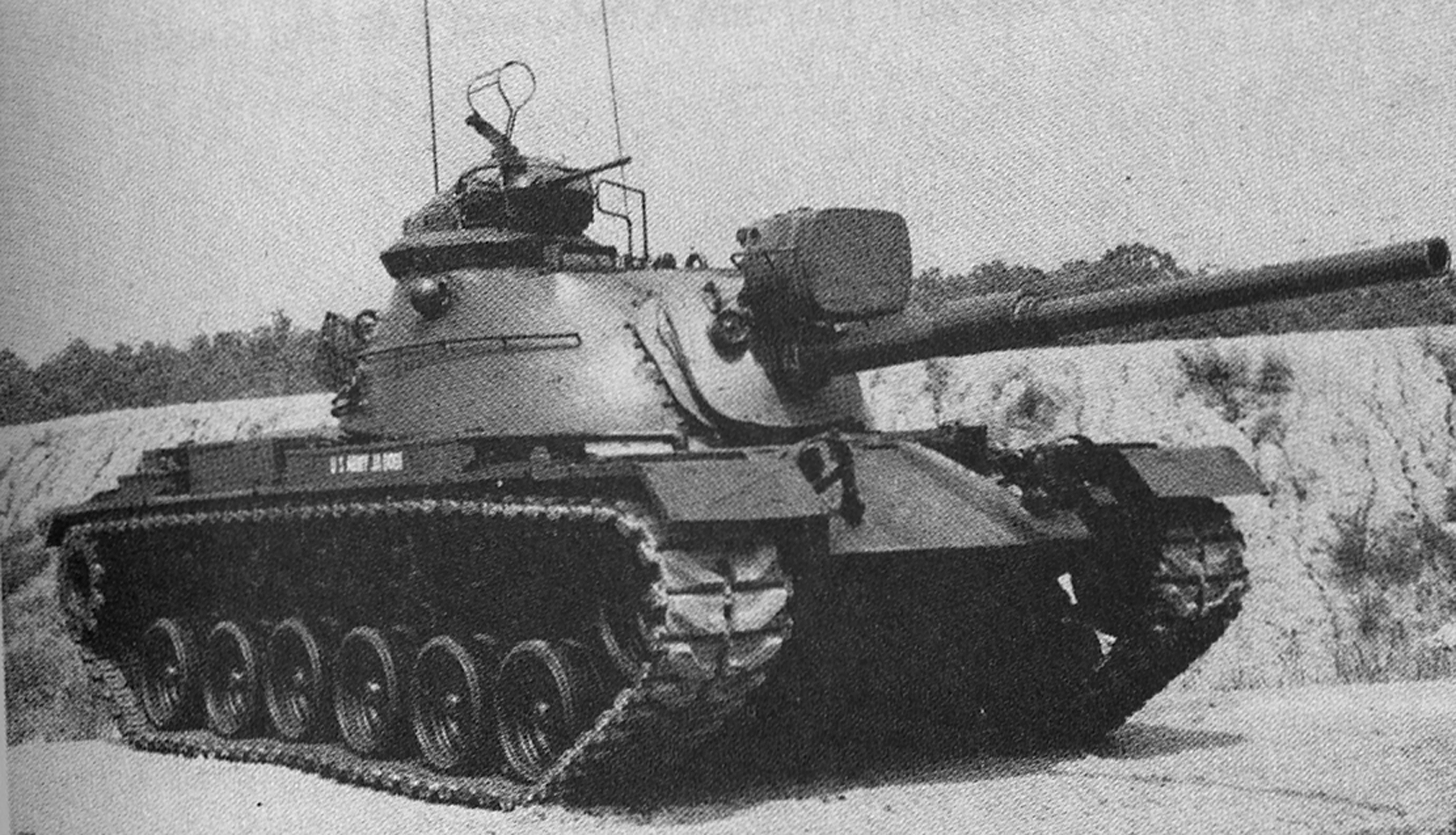
M48A3 전차장 큐폴라를 장착한 M48A5 패튼.

1950년대 후반 미국에서는 105mm 주포와 더 나은 장갑 방어를 제공하는 재설계된 차체를 가진 전차에 대한 계획이 수립되었다. 그 결과물인 M60은 기반이 된 M48과 크게 닮았지만, 상당한 차이점이 있었다.
초기에 M60은 본질적으로 M48과 동일한 포탑 형태를 가졌지만, 이후 적의 사격에 대한 전면 단면적을 최소화하는 독특한 "니들노즈" 설계로 대체되었다. 이것은 M60 기관총이나 차체 아래의 비상 탈출 해치를 특징으로 한 마지막 미국 전차였다. 새로운 차량은 1959년에 생산에 들어갔고, 1960년에 배치되었다. 15,000대 이상의 M60 (모든 변형)이 제작되었다.

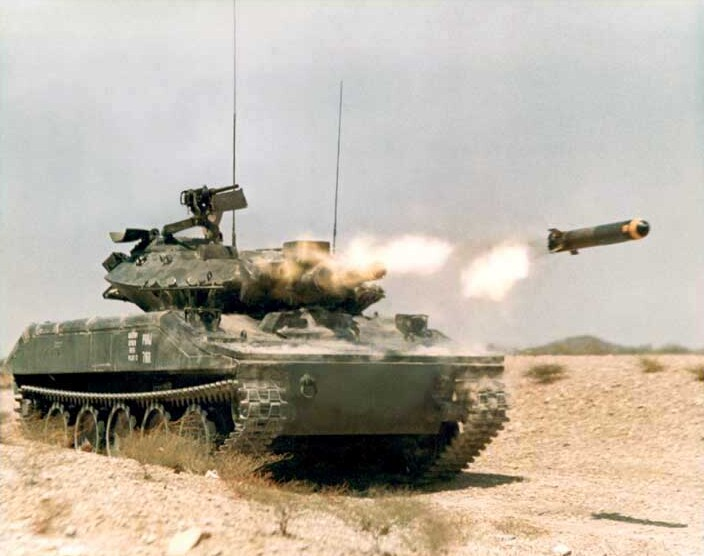
XM551 셰리든

미국의 M551 셰리든 경전차 개발은 소련의 수륙양용 PT-76 경전차의 등장 이후 시작되었다.
전차를 수송할 수 있도록 훨씬 더 가벼운 중량이 필요하다는 점은 설계에 특히 어려운 문제를 안겨주었다. 현대 전차를 합리적인 거리에서 격파할 수 있는 포는 너무 커서 이를 운반하기 위한 대형 차량이 필요했고, 이는 '경전차'로 사용될 수 없을 정도로 커졌다. 재래식 관통탄 대신 HEAT탄을 사용하는 것이 이 문제를 해결할 수 있었지만, HEAT탄은 구경이 클수록 더 잘 작동한다. 포의 중량은 일반적으로 구경과 포구속도의 산물이므로, XM551의 경우 포구속도를 희생하여 저속이지만 비교적 대구경인 152mm M81을 생산했다. M81이 발사한 HEAT탄은 단거리에서는 어떤 현대 전차도 격파할 수 있었지만, 낮은 속도로 인해 장거리, 특히 움직이는 목표물에 대해 사용하기 어려웠다. 또한 대구경 저속 포는 보병 지원에 이상적이었는데, 고성능 대전차포는 종종 연약한 목표물을 그대로 관통하고 소구경 포는 폭발물 충전 공간이 거의 없었기 때문이다. 따라서 M551 셰리든 전차는 직접 사격 지원과 단거리 대전차 교전 모두에 이상적일 것이었다.
M551 셰리든이 이상적이지 않은 유일한 틈새는 중장거리 대전차 교전이었다. 포구속도가 너무 낮아 장거리에서 발사된 HEAT탄은 '상향 곡사'로 발사되어야 했고, 이는 조준을 어렵게 만들었으며, 비행 시간이 너무 길어 움직이는 목표물을 맞추기가 매우 어려웠다. 그러나 전차에 포 발사 대전차 미사일을 장착함으로써 이 문제에 대한 해결책이 있는 것처럼 보였다. 장거리 교전의 경우 HEAT탄 대신 미사일을 발사할 것이며, 비록 속도가 상대적으로 느리더라도 유도 시스템이 명중률을 높게 유지할 것이다. 따라서 M551 셰리든은 두 가지 장점을 모두 제공하는 것처럼 보였다. 보병 지원을 위해 대구경 포는 전체 크기의 포병탄과 캐니스터탄을 발사할 수 있었고, 동일한 포에서 합리적인 단거리 대전차 성능도 제공했다.
M551 셰리든은 강철 포탑과 알루미늄 차체를 가졌다. M551은 탁월한 기동성을 가졌으며, 당시 궤도 차량으로는 전례 없는 시속 45 마일 매 시 (72 km/h)까지 달릴 수 있었다. 부유 스크린으로 수영 능력이 제공되었다. 셰리든은 1967년 6월에 실전 배치되었고 1969년에 베트남에 배치되었다. 1966년부터 1970년까지 1,600대 이상의 M551이 제작되었다.
셰리든은 운용 중 문제로 시달렸는데, 주로 포와 관련된 것이었다. 포를 발사하면 종종 섬세한 전자기기에 나쁜 영향을 주었기 때문에 미사일 및 유도 시스템은 베트남에 배치된 차량에서 생략되었다. 포는 폐쇄기 근처에 균열이 생기는 문제가 있었다. 또한 포는 차량 중량에 비해 반동이 너무 많다는 비판을 받았는데, 주포 발사 시 두 번째 및 세 번째 로드 휠까지 지면에서 떨어져 나갔다. 알루미늄 차체는 지뢰에 매우 취약했다.
셰리든은 베트남 전쟁에서 광범위하게 활약했다. 1969년 차량 평가에서는 M551이 정찰, 야간 순찰 및 도로 개척에 사용되었으며, 39,455마일의 도로 주행과 520회의 전투 임무를 수행했으며, 가동률은 81.3%였다. 로켓과 지뢰에 대한 취약성에도 불구하고, 수정 작업을 적용하고 모든 기병 전대에 셰리든을 장비할 가치가 있다고 판단되었다.
1960년대 동안 미국과 서독은 양국 군대에 공통적으로 사용될 새로운 전차에 대한 공동 프로젝트를 시작했으며, 1970년대에 실전 배치를 목표로 했다. MBT-70 프로젝트는 정교한 서스펜션, 낮은 차체 높이, 공간 장갑 및 첨단 포 시스템을 갖춘 기술적으로 진보된 프로젝트였으나, 과도한 비용으로 어려움을 겪었다. 양측은 1970년에 공동 프로젝트를 종료하는 데 상호 합의했다.
M60 전차는 M60A2로 업그레이드되었다. M60A2는 상단에 지휘관용 기관총 큐폴라가 있는 완전히 새로운 저피스형 포탑을 특징으로 했으며, 재래식 탄뿐만 아니라 유도탄을 발사하는 152mm 포를 장착했다. M60A2는 실망스러운 것으로 판명되었지만, 기술적 발전은 미래 전차의 길을 열었다. 실레이레그/M60A2 시스템은 1981년까지 현역 부대에서 단계적으로 퇴역했고, 포탑은 폐기되었다. 대부분의 M60A2 전차는 105mm 포를 장착한 M60A3로 재건되었다.

### 베트남전 이후
미 육군은 1978년에 셰리든을 단계적으로 퇴역시키고 M3 브래들리 기병 전투 차량으로 대체하기 시작했다.

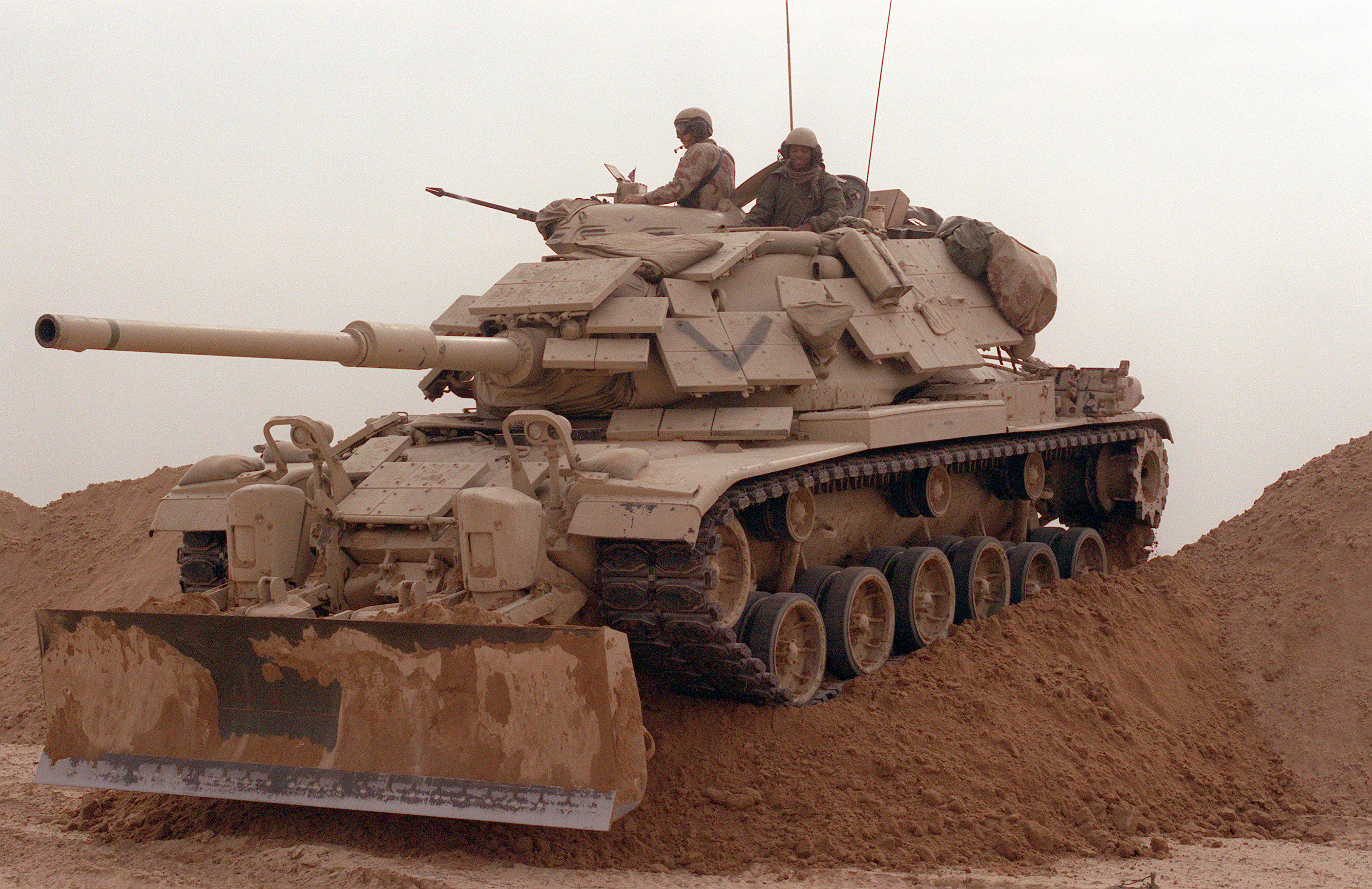
1991년 사막의 폭풍 작전 중 돌파 훈련에서 M60A1 주력전차를 운전하는 2nd Tank Battalion D중대 해병대원들. 전차는 반응장갑과 M-9 불도저 키트가 장착되어 있다.

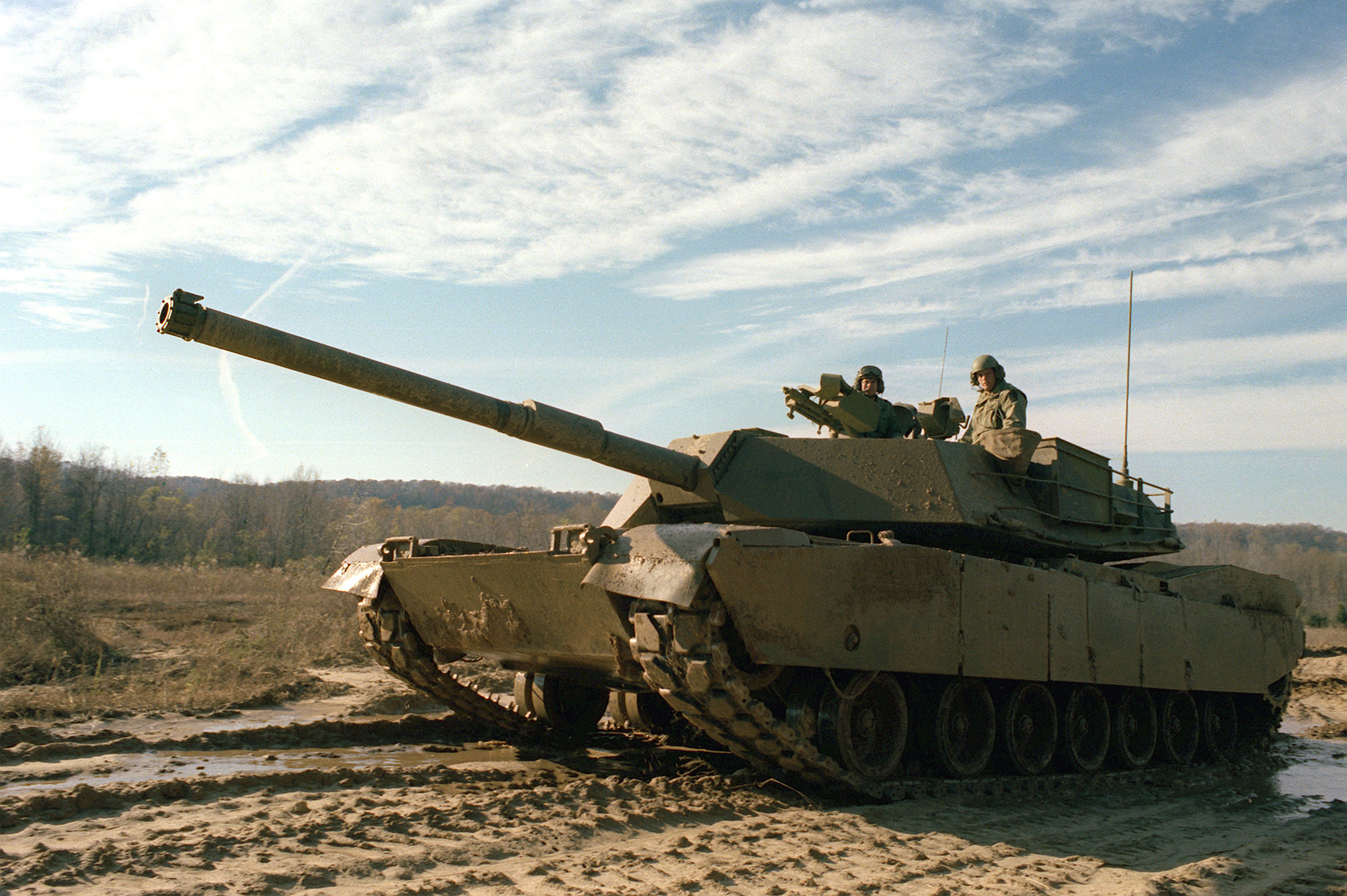
1979년 켄터키주 포트 녹스에서 시연 중인 XM1 에이브럼스.

또 다른 105mm 포 장착 전차인 독일의 레오파르트 전차는 1965년에 도입되었다. 이 전차는 여러 북대서양 조약 기구 국가들뿐만 아니라 전 세계적으로 널리 판매되었다. 1979년에는 120mm 활강총포를 장착한 레오파르트 2가 뒤를 이었다.
1976년, 크라이슬러 디펜스와 제너럴 모터스가 105mm 강선포를 장착한 새로운 전차의 프로토타입을 납품했는데, 이것이 바로 M1 에이브럼스가 되었다. 크라이슬러 디펜스 설계가 M1로 개발되기 위해 선택되었다. 1979년, 제너럴 다이내믹스 랜드 시스템스 사업부가 크라이슬러 디펜스를 인수했다. M1 에이브럼스는 예산 초과 및 비실용적인 MBT-70 및 XM815 프로젝트에서 전용된 자금으로 탄생했다.
M1은 그 종류 중 최초였다. 이 전차는 낮은 차체 포탑과 전차에 최초로 사용된 복합 Chobham armor를 특징으로 했다. 이러한 모든 발전에도 불구하고 에이브럼스는 autoloader가 검증되지 않고 위험하다고 간주되어 M60 전차와 동일한 4인 승무원을 유지했다. M60과 동일한 L7 파생 105mm 포로 무장했다. 3200대 이상의 M1 에이브럼스가 생산되어 1980년에 미 육군에 처음 배치되었다. 약 6,000대의 업그레이드된 M1A1 에이브럼스가 생산되어 독일 120mm 활강포, 개선된 장갑, 그리고 CBRN 방호 시스템을 사용했다.
1980년대에 에이브럼스가 실전 배치되면서 M60A3 전차와 함께 운용되었다. 이러한 훈련은 주로 서유럽, 특히 서독에서 이루어졌지만, 한국과 같은 다른 일부 국가에서도 진행되었다. 이러한 훈련 동안 에이브럼스 승무원들은 소련에 대한 사용 기술을 연마했다. 그러나 1991년 소련이 붕괴되었고 에이브럼스는 중동에서 첫 실전 경험을 하게 되었다.
영국군 FV4030/4 챌린저는 120mm 강선포를 계속 사용하고 처브햄 장갑으로 보호되며 1983년에 실전 배치되었다.

### 걸프전/이라크 전쟁

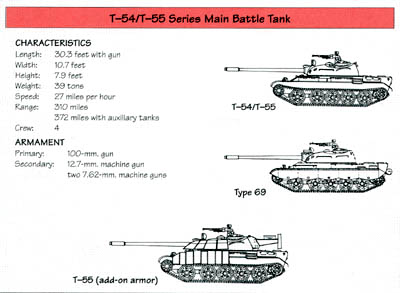
미 육군 T-54/T-55 계열 전차 식별 포스터

걸프전에서는 미 해병대가 여전히 구식 M60 전차를 배치하고 있었고, 나머지 전차 부대는 에이브럼스를 사용했다.
이라크군은 초기에는 정규군 부대였으며, T-54/T-55 전차와 T-62와 같은 전차를 장비하고 있었다. 미군의 M1 에이브럼스, 영국군의 챌린저 1, 쿠웨이트군의 M-84AB와 같은 연합군의 주력전차는 이라크군이 사용한 중국산 69식 전차와 국내 조립 T-72 전차보다 훨씬 우수했으며, 승무원들은 더 잘 훈련되어 있었고 기갑 교리도 더 잘 발전되어 있었다.

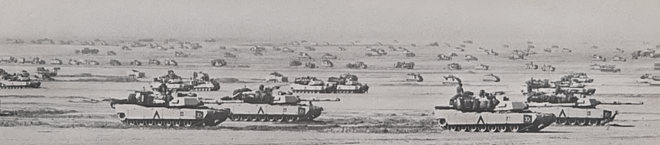
출발선에 정렬한 미 제3기갑사단의 M1 에이브럼스 전차들.

이라크 기갑 부대의 대부분은 여전히 오래된 중국산 59식 전차와 69식 전차, 1950년대와 1960년대 소련제 T-55, 그리고 품질이 좋지 않은 아사드 바빌 전차 (폴란드 T-72 차체에 다른 혼합 부품을 사용하여 국내에서 조립된 전차)를 사용했다. 이 전차들은 열상장비나 레이저 거리 측정기와 같은 최신 장비를 갖추지 못했으며, 현대 전투에서의 효과는 매우 제한적이었다.
이라크군은 연합군 기갑 부대가 사용하는 열상 장비와 사보 탄에 대한 효과적인 대응책을 찾지 못했다. 이 장비들은 이라크 전차가 연합군 전차와 교전할 수 있는 거리보다 세 배 이상 떨어진 거리에서 이라크 전차를 교전하고 파괴할 수 있게 했다. 일부 이라크 승무원은 심지어 미군과 영국군 전차에 훈련탄을 발사하기도 했다. 이 탄들(값싼 비용 때문에 이란-이라크 전쟁 동안 대량으로 구매됨)은 연한 강철 관통자를 가지고 있었기 때문에 연합군 전차의 첨단 Chobham Armour를 관통할 가망이 없었다.
2003년 이라크 전쟁에서 이라크군의 제6기갑사단은 T-55와 BMP-1으로 무장하고 유프라테스 강과 나시리야의 사담 운하에 걸쳐 있는 주요 교량을 방어하다가 M1 에이브럼스를 장비한 미 해병대에 의해 전멸당했으며, 2003년 3월 나시리야 전투 중 침공 과정에서 사단은 전투 불능 상태가 되었다.

이라크가 보유한 T-54/T-55 및 T-62 전차 외에도 미군 기갑 부대가 가장 두려워했던 것은 이라크군 소속의 T-72 전차였다. 이라크 공화국 수비대 사단만이 이라크 개량형 T-72를 장비하고 있었다. 많은 이라크 T-72는 진지에 파고들거나 숲 속에 숨겨져 있다가 미군 또는 영국군 전차를 매복 공격하는 데 사용되었다. 전쟁 중 이라크 T-72는 이라크 공화국 수비대 사단의 전투력을 약화시키려는 아파치 헬리콥터와 A-10의 주요 목표물이었다. 아사드 바빌 T-72가 미군 전차에 대항할 수 있는 유일한 기회는 근거리 전투로 유인하거나, 진지 매복 공격을 시도하는 것이었다. 

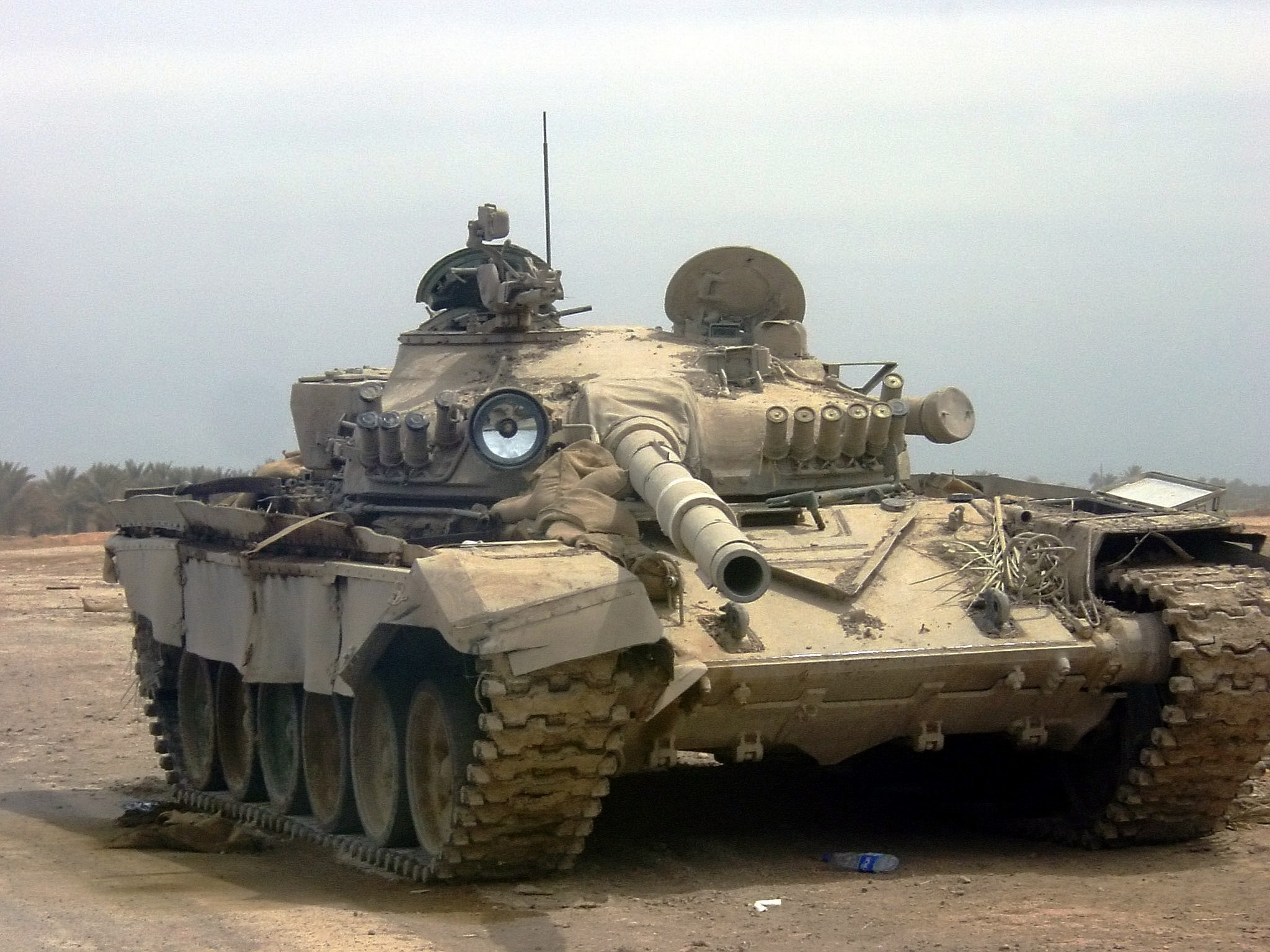
미군의 바그다드 최종 진격에 직면하여 버려진 아사드 바빌

그러나 그러한 조건에서도 M1은 보통 승리했으며, 바그다드 전투와 수도 진격에서 수십 대의 이라크 MBT가 파괴된 상황이나 2003년 4월 3일 바그다드 남쪽 마흐무디야 (이라크 자유 작전) 근처에서 미군 전차가 불과 50야드 거리에서 적 전차와 교전하여 손실 없이 7대의 적 T-72를 격파한 사례에서 입증되었다. 라이온 오브 바빌 T-72는 2003년 2003년 이라크 침공 동안 M1 에이브럼스, 챌린저 및 다른 모든 현대 서방 주력전차에 비해 완전히 열세였다.

## 같이 보기
- 전차의 역사
- 제1차 세계 대전의 전차
- 제1차 세계 대전 전차 비교
- 전간기의 전차
- 제2차 세계 대전의 전차
- Post-Cold War Tanks